# Pecineaga
Pecineaga (antiguamente Gheringec) es una comuna rumana del condado de Constanța.

## Toponimia
El nombre antiguo del lugar puede encontrarse mencionado con formas como Gheringec o Gerencik. Pasó a llamarse Pecineaga.

## Geografía
La comuna está ubicada al noroeste de la ciudad de Mangalia, en la región de Dobruja septentrional.

## Historia
Hacia comienzos del siglo XX la comuna, que ya por entonces pertenecía al condado de Constanța, tenía contabilizada una población de 1571 habitantes y estaba formada por las localidades de Gheringec (la capital), Ascilar, Copucci, Baş-Punar y Haidar-Chioi.
En la segunda mitad del siglo XX la comuna había pasado a estar formada por las localidades de Pecineaga y Vânători. En el censo de 2021 la comuna tenía una población de 3187 habitantes.